# 平仄
平仄（ひょうそく、拼音: píngzè）とは、中国語における漢字音を、中古音の調類（声調による類別）にしたがって大きく二種類に分けたもの。漢詩で重視される発音上のルール。平は平声、仄は上声・去声・入声である。
英語では、平声はlevel tone、仄声はoblique toneと訳される。

## 概要
仄とは「傾いた」という意味であり、上・去・入声を一括して仄声とし平声と対立させた。なぜ上・去・入声を一括したかについては諸説あるが、民国の周法高は論文「説平仄」（1948年）において7世紀までの梵字と漢字の対音資料をもとに平声は音節の長さが比較的長く、仄声は比較的短かったためと結論づけている。漢詩においては平声字と仄声字を交互に置くことによってリズムや音の調和を作り出した。
平仄は南北朝時代から駢文や詩において重視され、後世の詞や曲でも重要な要素であった。
日本語では一般に「平仄を整える」と言う使われ方をし、この場合はほぼ「てにをはを整える」の意味である。このほか「平仄する」という使われ方もするが、この場合の意味は「矛盾点を訂正する」程度の意味である。「平仄」にはつじつまとか条理という使われ方もあり、「平仄が合わない」というように否定的な意味で使っている。

## 近体詩の平仄
平仄とは「平」と「仄」の組み合わせであり、近体詩では最も重要な規範の一つである。漢詩では平声の脇に○、仄声の脇に●を記入し、平仄を明示することがある。例として杜甫の詩「春望」の一節を分析すると：
国破山河在
●●○○●
城春草木深
○○●●○
となっている。尚、「国」は現代中国語では第2声であるが、古代では入声であり、仄である。
具体的な規則については、近体詩の規則を参照すること。

## ベトナム語の平仄
ベトナム語にも平仄が存在する。声調の 1.thanh ngang タィンガン [平調] (a) と 2.thanh huyền タィンフイェン [垂調] (à) が「平 bằng（バン）」、3.thanh sắc タィンサッ(ク) [鋭調] (á)、4.thanh hỏi  タィンホーイ [問調] (ả)、5.thanh ngã タィンガー [転調] (ã) および 6.thanh nặng タィンナン [重調] (ạ) が「仄 trắc（チャッ(ク)）」である。更に細かく分類すると、1.thanh ngang [平調] と 2.thanh huyền [垂調] (a, à) が平声「bình（ビン）」、4.thanh hỏi [問調] と 5.thanh ngã [転調] (ả, ã) が上声「thượng（トゥオン）」、3.thanh sắc [鋭調] と 6.thanh nặng [重調] (á, ạ) が去声「khứ（フー）」・入声「nhập（ニャッ(プ)」となる。